# Min Hee-jin
Min Hee-jin (em coreano:  민희진) é uma diretora de arte e designer gráfica sul-coreana. Ela é a atual CEO da ADOR, uma subsidiária da empresa de entretenimento Hybe Corporation, onde atuou anteriormente como diretora de marca. Anteriormente, ela foi diretora criativa da SM Entertainment, onde foi responsável pela marca de grupos como Girls' Generation, SHINee, f(x), EXO e Red Velvet.

## Vida pregressa
Min nasceu em 1979. Ela frequentou a Seoul Women's University, onde se formou em design visual.

## Carreira

### 2002–2018: SM Entertainment
Min ingressou na SM Entertainment em 2002 como designer gráfica. Mais tarde, ela foi promovida a diretora criativa e liderou a marca visual de grupos como Girls' Generation, SHINee, f(x), EXO e Red Velvet. Sua função envolveu supervisionar o planejamento e produção da capa do álbum, figurinos e videoclipes, bem como construir a identidade da marca da artista por meios não visuais. Por exemplo, ela criou uma exposição para comemorar o lançamento do álbum 4 Walls (2015) do grupo feminino f(x) e envolveu os fãs em um jogo dedutivo intitulado "Pathcode" como parte das promoções do álbum Exodus (20155) do EXO. Durante sua gestão na SM, ela recebeu atenção por sua abordagem inovadora e experimental à direção de arte, que diferia do estilo estereotipado usado pelos ídolos do K-pop da primeira geração. Min é creditada por mudar a direção visual da indústria do K-pop para se tornar mais voltada para o conceito, e é particularmente conhecida por seu trabalho no álbum Pink Tape de 2013 do f(x). Ela ingressou no conselho de administração da SM em 2017, mas deixou a empresa no final de 2018 devido ao esgotamento.

### 2019 – presente: Hybe Corporation
Min ingressou na Hybe Corporation em 2019 como diretora de marca e supervisionou a reformulação da marca da empresa, incluindo o design do novo logotipo e do novo espaço de trabalho em Yongsan. Ela foi nomeada CEO da nova subsidiária da Hybe, ADOR (All Doors One Room), em novembro de 2021. Min compartilhou em um comunicado: “Nossa gravadora não hesitará em aceitar novos desafios e se esforçará para criar IP artístico e conteúdo contendo a filosofia única da ADOR”. A gravadora revelou seu primeiro grupo feminino NewJeans em julho de 2022, com Min Hee liderando sua direção criativa e desenvolvimento. Elas lançaram seu primeiro EP autointitulado New Jeans em 1.º de agosto. Em 2023, Min recebeu o prêmio "Seoul City Culture"  do Governo Metropolitano de Seul por seu trabalho com a NewJeans.

## Controvérsias

### Sexualização de menores
Min foi acusada por usuários on-line de buscar inspiração para os grupos que ela gerencia em mídias sexualmente carregadas que envolvem menores. Ela foi vista compartilhando fotos de seu apartamento no Instagram que exibiam imagens que remetem ao filme de 1974 chamado I'll Take Her Like a Father, entre outras. Ela também foi acusada de permitir revelar roupas que imitam school girls para f(x) e insinuações sexuais na letra da faixa "Cookie" do NewJeans. Em resposta, a ADOR anunciou que tomou medidas legais contra as alegações.

### Disputa com a Hybe
Em 22 de abril de 2024, a Hybe Corporation pediu a renúncia de Min Hee-jin como CEO da ADOR na sequência de uma auditoria interna conduzida em meio a alegações de tentativas de Min e de outro oficial de gestão de estabelecer a ADOR como uma entidade independente. Em resposta, ela emitiu uma declaração pública refutando estas alegações, alegando que é impossível para ela estabelecer a ADOR como uma entidade independente sem o consentimento da Hybe Corporation. Min afirmou que ela foi convidada a renunciar por causa de sua reclamação de que a Hybe Corporation e sua gravadora subsidiária, Belift Lab, têm ignorado as semelhanças criativas entre NewJeans e ILLIT, que estreou em março de 2024 sob a Belift Lab. Ela acredita que Hybe e Belift não conseguiram responder às acusações de Illit se apropriar da imagem única da NewJeans, que vão desde seu estilo musical até sua moda. Após estes desenvolvimentos, o valor das ações da Hybe Corporation sofreu um declínio de 8,03%. Min Hee-jin realizou uma conferência de imprensa de emergência em 25 de abril de 2024, acompanhada por dois advogados para discutir as acusações levantadas, onde o advogado de Min afirmou que teria sido impossível tomar o controle da ADOR uma vez que Hybe ainda detinha 80% das ações.

## Prêmios e indicações
| Cerimônia de premiação | Ano  | Categoria                  | Nomeado/trabalho | Resultado | Ref.   |
| ---------------------- | ---- | -------------------------- | ---------------- | --------- | ------ |
| Golden Disc Awards     | 2024 | Best Producer              | Min Hee-jin      | Venceu    | [ 23 ] |
| Korea Content Awards   | 2023 | Presidential Commendation  | Min Hee-jin      | Venceu    | [ 24 ] |
| MAMA Awards            | 2016 | Best Visual & Art Director | Min Hee-jin      | Venceu    | [ 25 ] |
| MAMA Awards            | 2022 | Breakout Producer          | Min Hee-jin      | Venceu    | [ 26 ] |

### Listas
| Editor    | Ano  | Lista                        | Colocação | Ref.   |
| --------- | ---- | ---------------------------- | --------- | ------ |
| Billboard | 2023 | International Power Players  | Colocada  | [ 27 ] |
| Billboard | 2023 | Women in Music – Multisector | Colocada  | [ 28 ] |